# Bukavu
Bukavu es una ciudad de la República Democrática del Congo situada a la orilla suroeste del lago Kivu y la capital de la provincia de Kivu del Sur. La ciudad cuenta con unos 245.000 habitantes, y otros 250.000 viven en la periferia y en los poblados de alrededor. 
Bukavu fue fundada en 1901 por las autoridades coloniales belgas. Llamada primero Costermansville, en honor a Paul Costermans, acogía una importante población europea bajo el régimen colonial.
En ella se perpetraron numerosas violaciones, matanzas y Crímenes de guerra entre 1996 y 2006 por parte de las tropas de los militares rebeldes pertenecientes al Reagrupamiento Congoleño para la Democracia (RCD), en especial el general Nkundabatware y el coronel Mutebesi.
En 2004, la ciudad fue escenario de sangrientos combates entre los rebeldes y las tropas gubernamentales.

## Educación

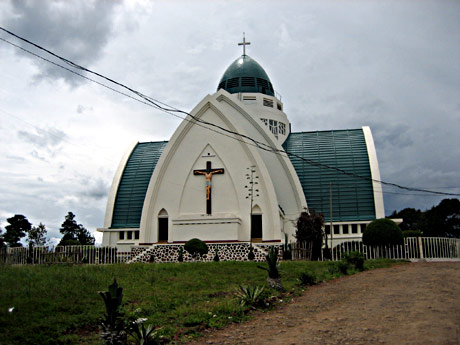
Catedral Notre Dame de la Paix en Bukavu.

Con respecto al sistema educativo congoleño, Bukavu tiene muchas escuelas primarias. Estas acogen alumnos de entre 6 y 12 años. La educación primaria dura 6 años y con ella se obtiene el certificado de estudios primarios. Los alumnos deben superar controles regulares a lo largo del curso. Los que no consiguen superar dichas pruebas deben repetir curso.
Tras la primaria llega la escuela secundaria, que cuenta con un ciclo de orientación y humanidades. Los alumnos son admitidos en un ciclo de orientación dos años después de su certificación. Es este un tronco común que permite profundizar la formación primaria, pero abre también opciones para quienes quieren estudiar humanidades. El post-ciclo de orientación dura 4 años.
En Bukavu, las escuelas más conocidas son el Collège Alfajiri, el Lycée Wima, el collège Kitumaini, el institut Bwindi, la école polytechnique o ITFM...
Toda la provincia cuenta con una red de escuelas secundarias. Al final del ciclo es necesario superar los exámenes de Estado, que se organizan a nivel estatal y proporcionan a quienes los superan un Diploma de Estado. Una vez obtenido este, los alumnos pueden ingresar en la Universidad o en Institutos Superiores.
Bukavu cuenta con la Universidad Católica de Bukavu, la Universidad protestante (UEA), el Institut Supérieur Pédagogique (ISP), el Institut supérieur de Développement Rural (ISDR), Institut Supérieur des Techniques Médicales...

## Comunas
- Bagira
- Ibanda
- Kadutu
- Kasha

## Personajes célebres
- Amini Cishugi
- Denis Mukwege